# Temple (Georgia)
Temple is een plaats (city) in de Amerikaanse staat Georgia, en valt bestuurlijk gezien onder Carroll County en Haralson County.

## Demografie
Bij de volkstelling in 2000 werd het aantal inwoners vastgesteld op 2383.
In 2006 is het aantal inwoners door het United States Census Bureau geschat op 4050, een stijging van 1667 (70,0%).

## Geografie
Volgens het United States Census Bureau beslaat de plaats een oppervlakte van
17,7 km², waarvan 17,5 km² land en 0,2 km² water. Temple ligt op ongeveer 378 m boven zeeniveau.

## Plaatsen in de nabije omgeving
De onderstaande figuur toont nabijgelegen plaatsen in een straal van 20 km rond Temple.